# Dezső Garas

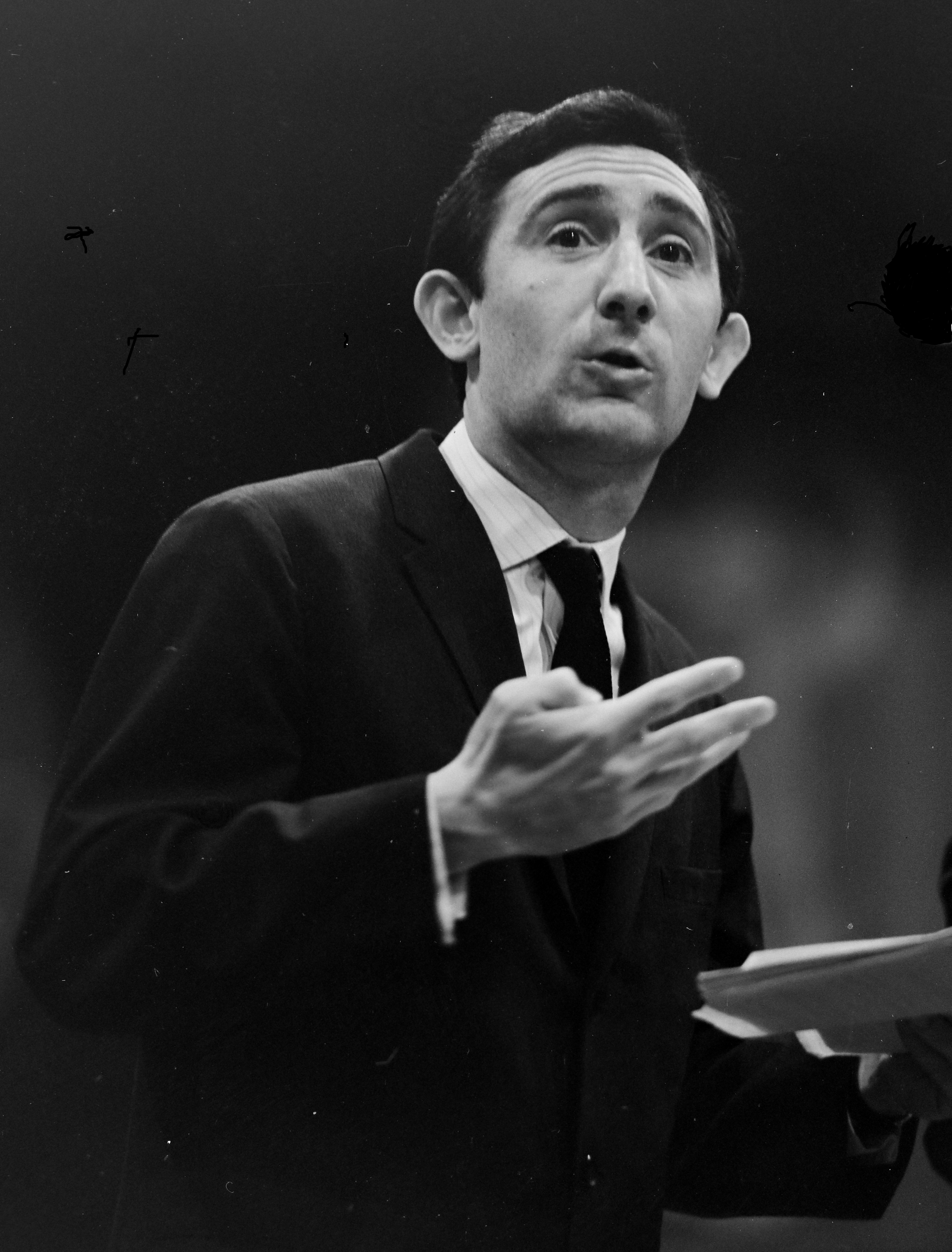
Dezső Garas, 1961

Dezső Garas [ˈdɛʒøː ˈgɒrɒʃ] (* 9. Dezember 1934 in Budapest als Dezső Grósz; † 30. Dezember 2011 ebenda) war ein ungarischer Schauspieler. Er wirkte in über 145 Filmen mit und war einer der bekanntesten Schauspieler seines Landes.

## Leben

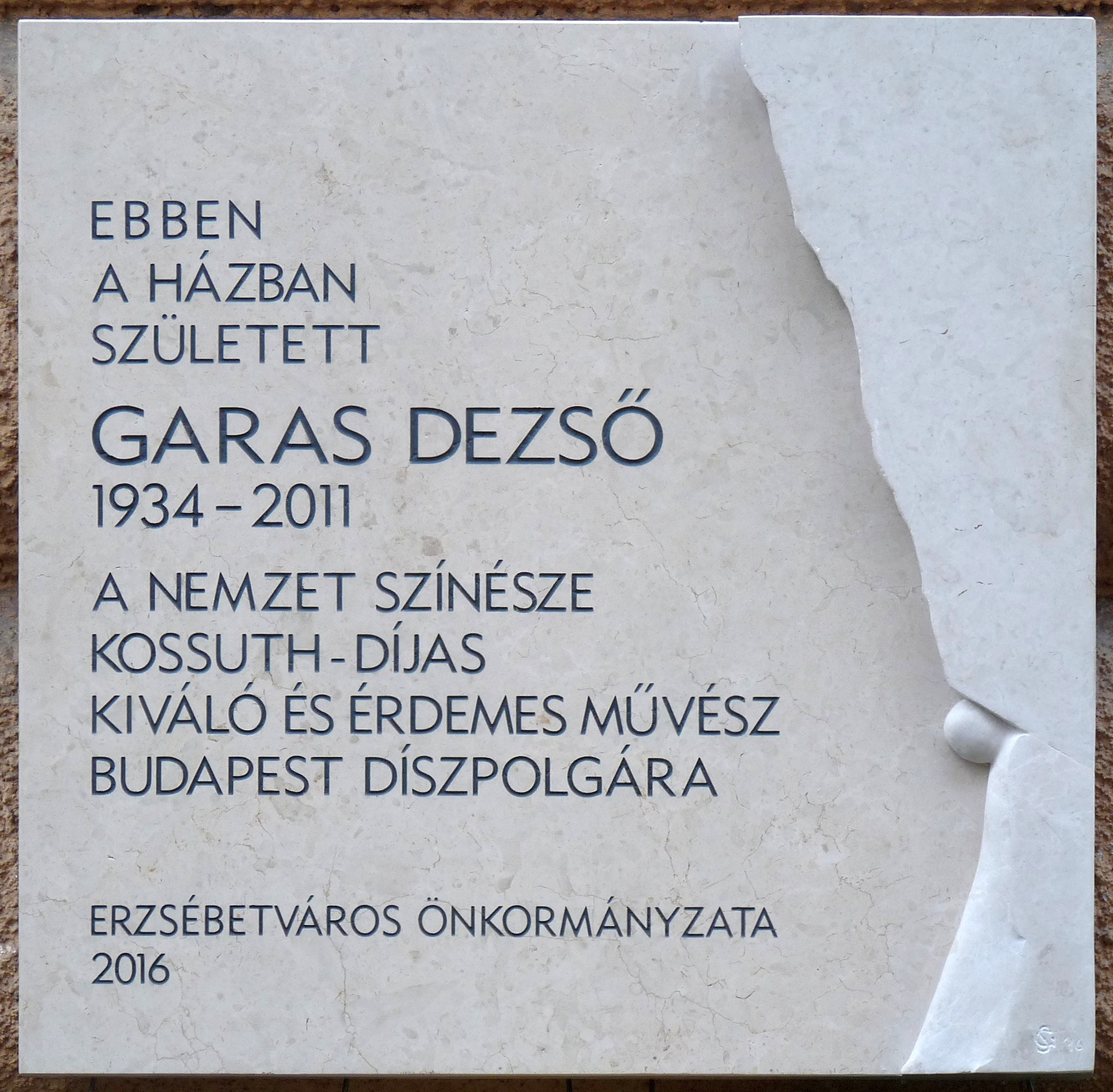
Gedenktafel an seinem Geburtshaus

Garas wurde als Kind eines jüdischen Vaters im VII. Budapester Bezirk (Elisabethstadt) geboren. Im Zweiten Weltkrieg musste er sich aufgrund seiner Herkunft verstecken, wurde aber getauft und trat zum Christentum über. Im Alter von zehn Jahren überlebte er nur knapp eine Operation seiner Struma, bei der wegen Sauerstoffmangels ein Luftröhrenschnitt durchgeführt werden musste. Da in der Eile auch ein Stimmband verletzt wurde, veränderte sich seine Stimme etwas. Dies wurde später zu seinem Markenzeichen.
Von 1953 bis 1957 besuchte er die Theater- und Schauspielschule in Budapest. Er wirkte zunächst am Nationaltheater und später am Madách-Theater (1965–1976). Von 1976 bis 1980 arbeitete er bei den Mafilm-Studios, und danach wieder für zehn Jahre am Nationaltheater. 1995 wurde ihm der Verdienstorden der Republik Ungarn verliehen.
Garas starb nach einer langen Nierenerkrankung in Budapest. Er ist auf dem Farkasréti temető beerdigt.

## Filmografie (Auswahl)
- 1961: Zwei Halbzeiten in der Hölle
- 1962: Die lieben Mitmenschen
- 1974: Jakob der Lügner
- 1976: Erinnerungen an Herkulesbad
- 1978: Anton der Zauberer
- 1979: Der Falke mit den goldenen Flügeln
- 1983: Automärchen
- 1989: Eh’ die Fledermaus ihren Flug beendet
- 2002: Im Schatten der Brücke